# Museo Thyssen-Bornemisza

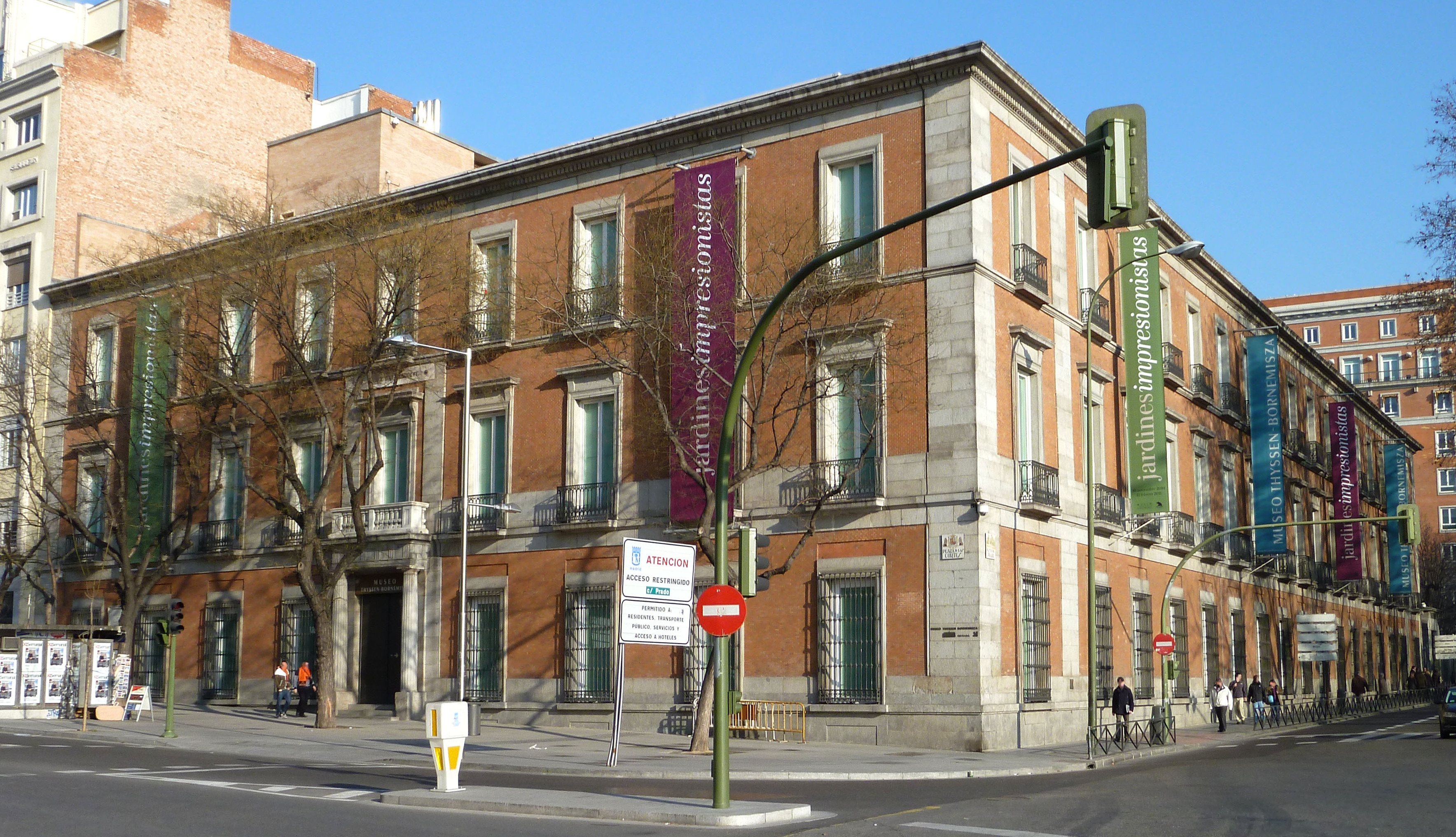
Museo Thyssen-Bornemisza in Madrid

Das Museum Thyssen-Bornemisza ist ein Kunstmuseum im Palacio de Villahermosa in Madrid, unweit des Prado gelegen. Ausgestellt werden Gemälde, die von Heinrich Thyssen und vor allem von dessen Sohn Hans Heinrich Thyssen-Bornemisza de Kászon zusammengetragen worden sind.

## Geschichte
Das Museum wurde am 8. Oktober 1992 in Anwesenheit von König Juan Carlos I. und Königin Sophia eröffnet. 750 Werke, der Hauptteil der Kunstsammlung, wurde im Jahre 1993 vom spanischen Staat erworben. Das Museum ist anhand der Kunstepochen organisiert. Ein Rundgang führt daher durch die Kunstgeschichte beginnend bei früher italienischer Kunst bis zu bedeutenden Werken der experimentellen Avantgarde und der Pop Art.
Seit 2004 beherbergt ein Anbau des Museums die Sammlung Carmen Thyssen-Bornemisza, die die letzte Ehefrau von Hans Heinrich Thyssen-Bornemisza seit Mitte der 1980er Jahre zusammengetragen hat, und die mit hauptsächlich spanischen Gemälden vom 17. Jahrhundert bis zur Moderne die ursprüngliche Sammlung ergänzt.
Im Juli 2021 fand die erste große Reorganisation des Museums statt. Die Gemälde aus der Sammlung Carmen Thyssen-Bornemisza sind seitdem im Erdgeschoss des Museums in den Räumen links des Foyers ausgestellt.

## Ausgestellte Gemälde
(Auswahl)

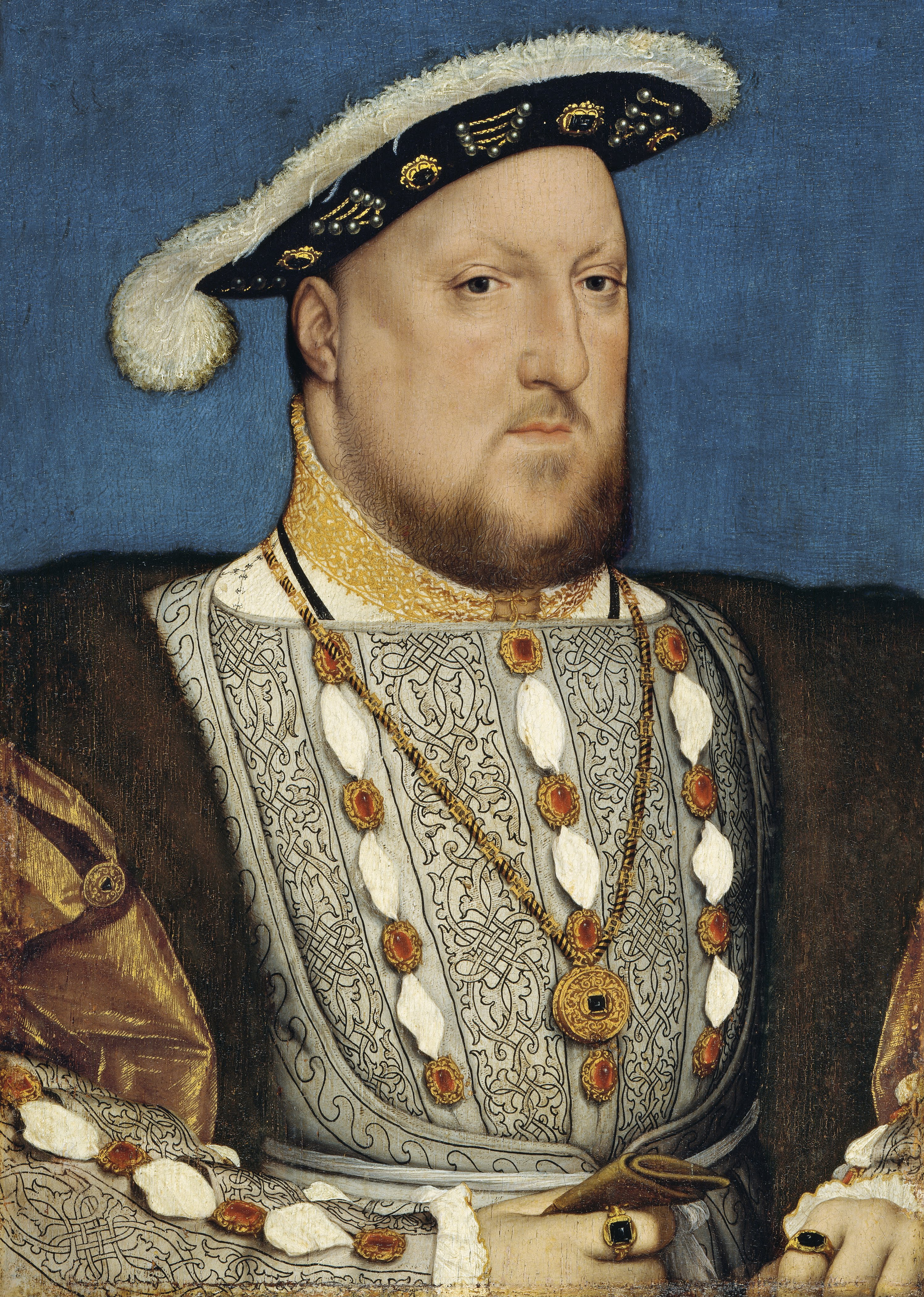
Hans Holbein der Jüngere: Heinrich VIII.
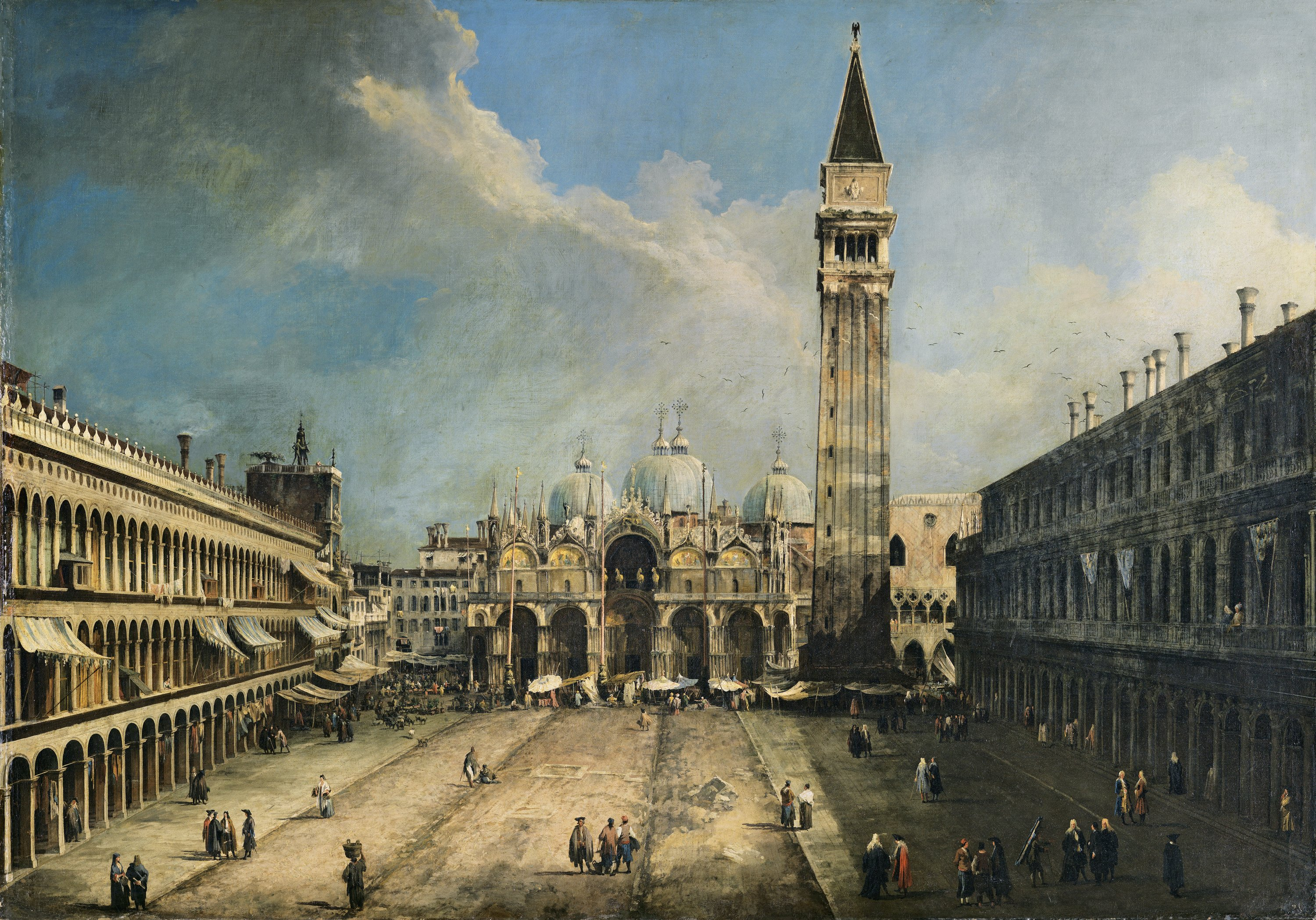
Canaletto: Piazza San Marco
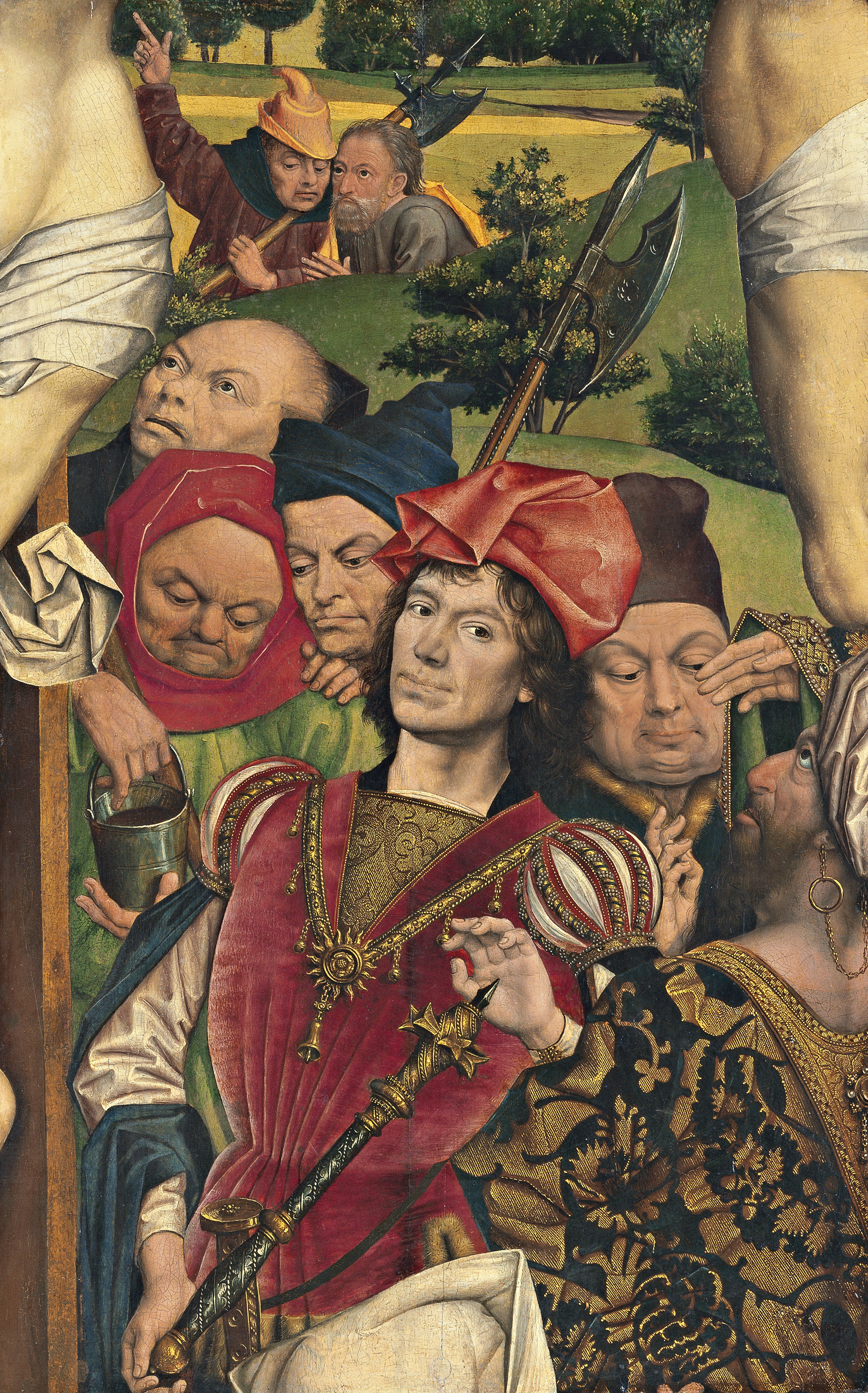
Derick Baegert: Der Hauptmann unter dem Kreuz
Vittore Carpaccio: Porträt eines Ritters
Lucas Cranach d. Ä.: Ruhende Quellnymphe
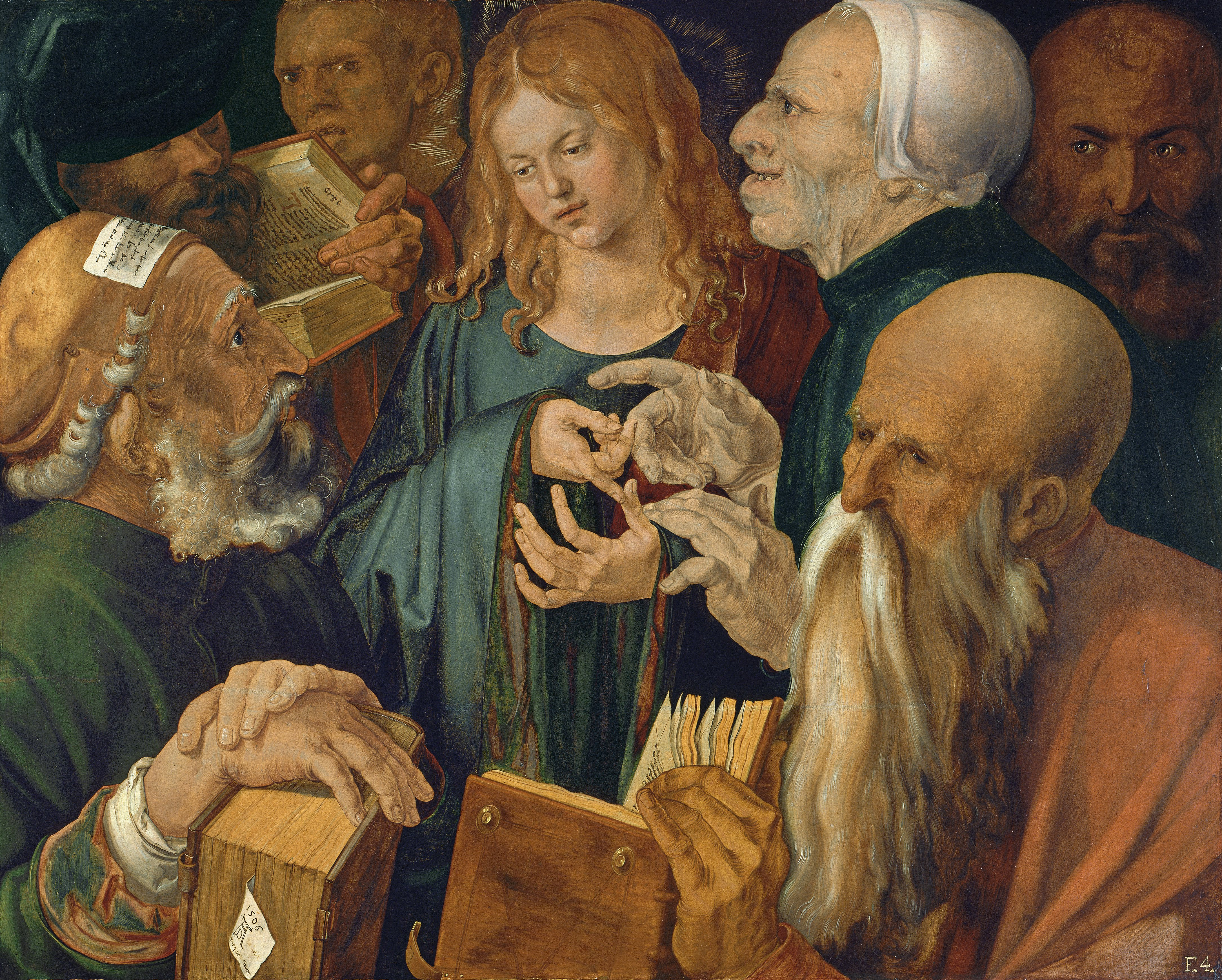
Albrecht Dürer: Der zwölfjährige Jesus unter den Schriftgelehrten
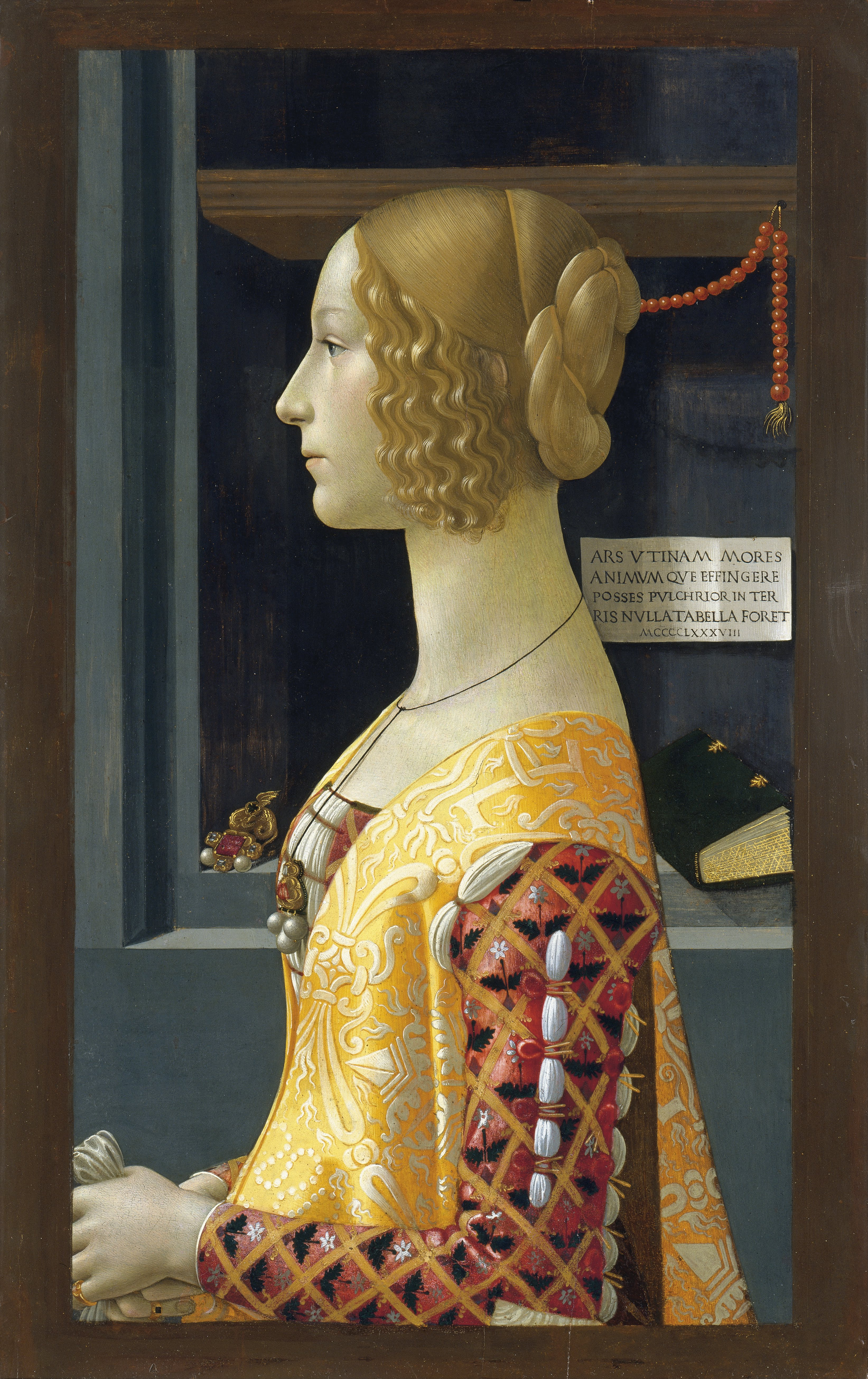
Domenico Ghirlandaio: Giovanna Tornabuoni
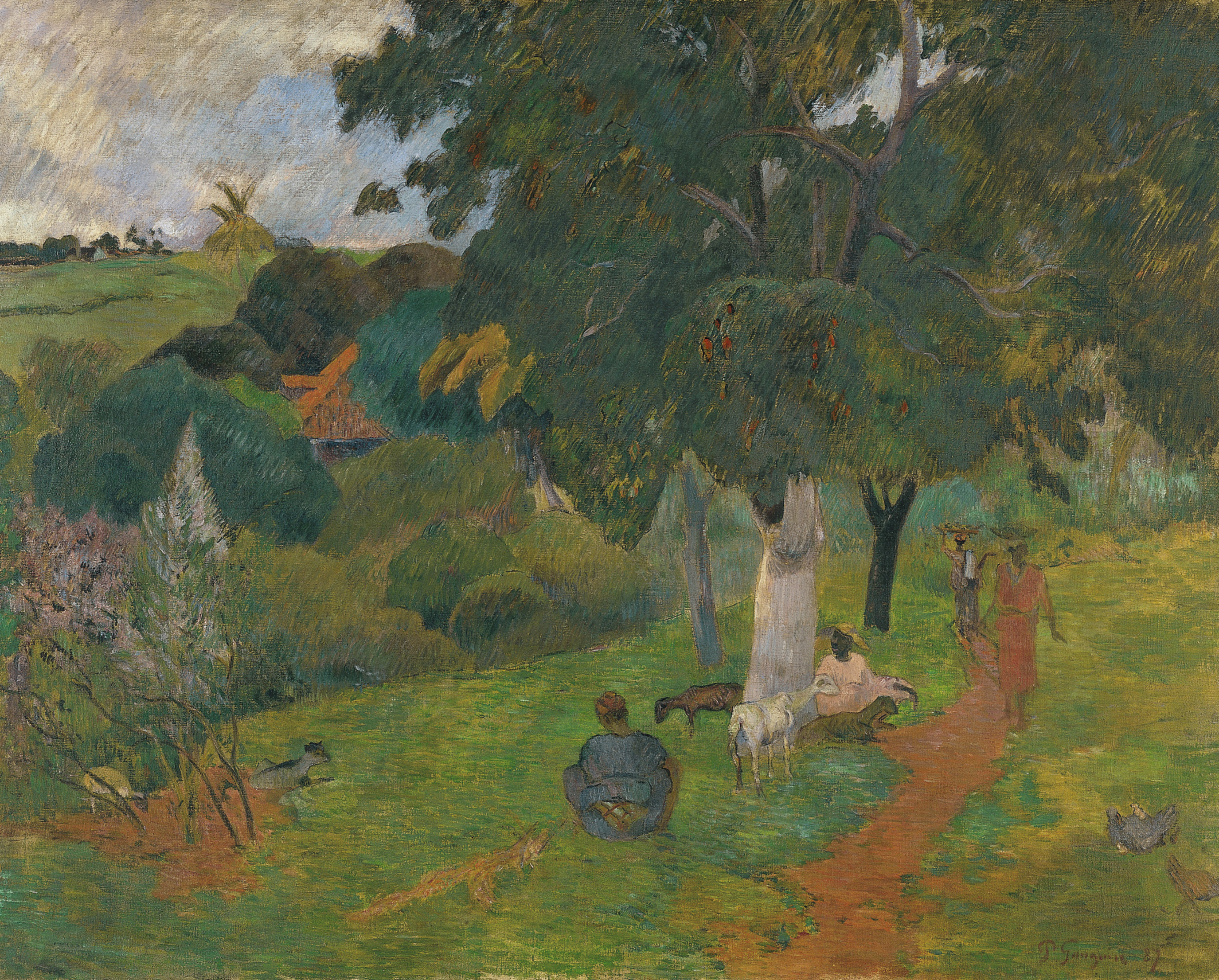
Paul Gauguin: Kommen und Gehen (Collection Carmen Thyssen-Bornemisza)
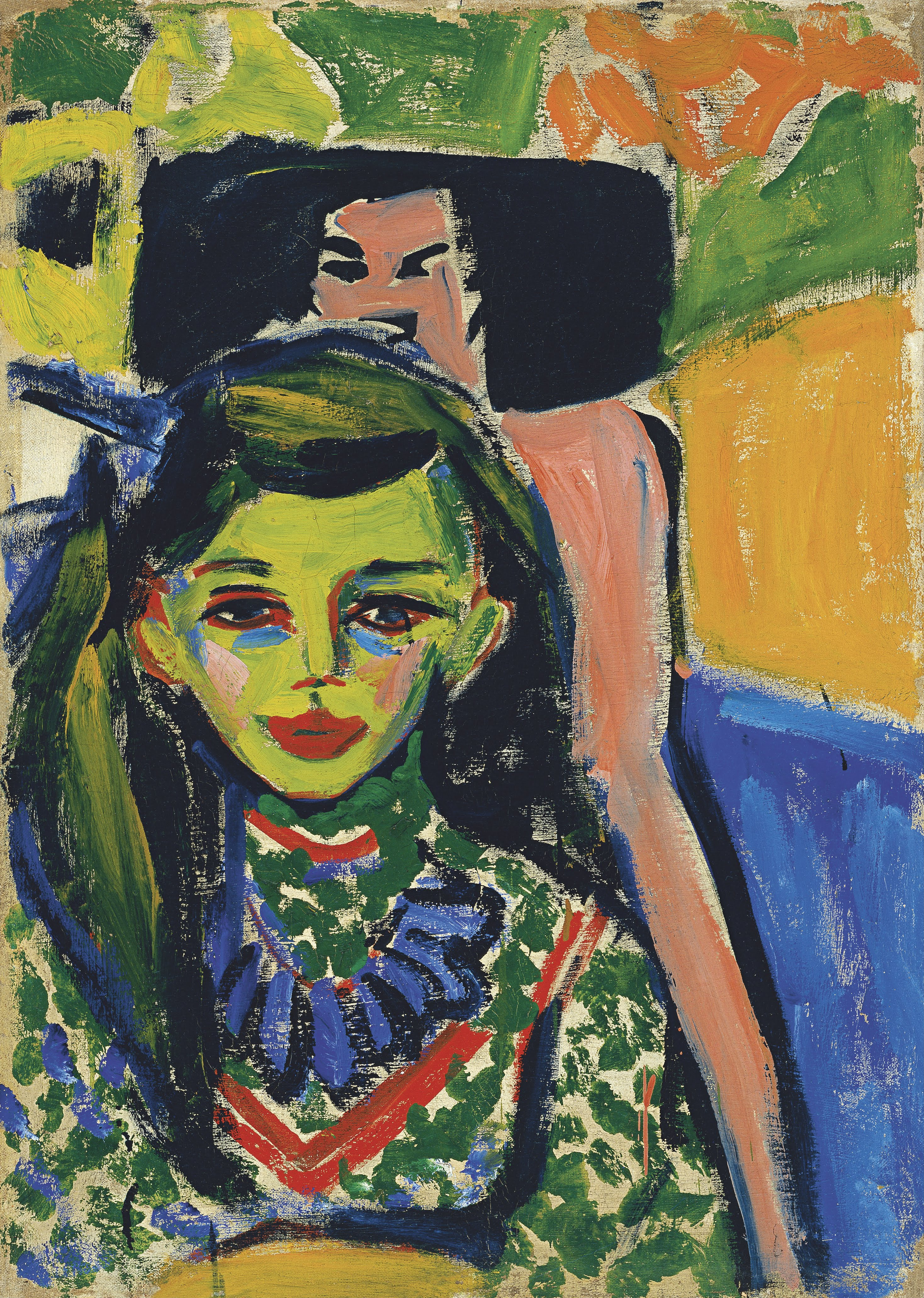
Ernst Ludwig Kirchner: Fränzi vor geschnitztem Stuhl
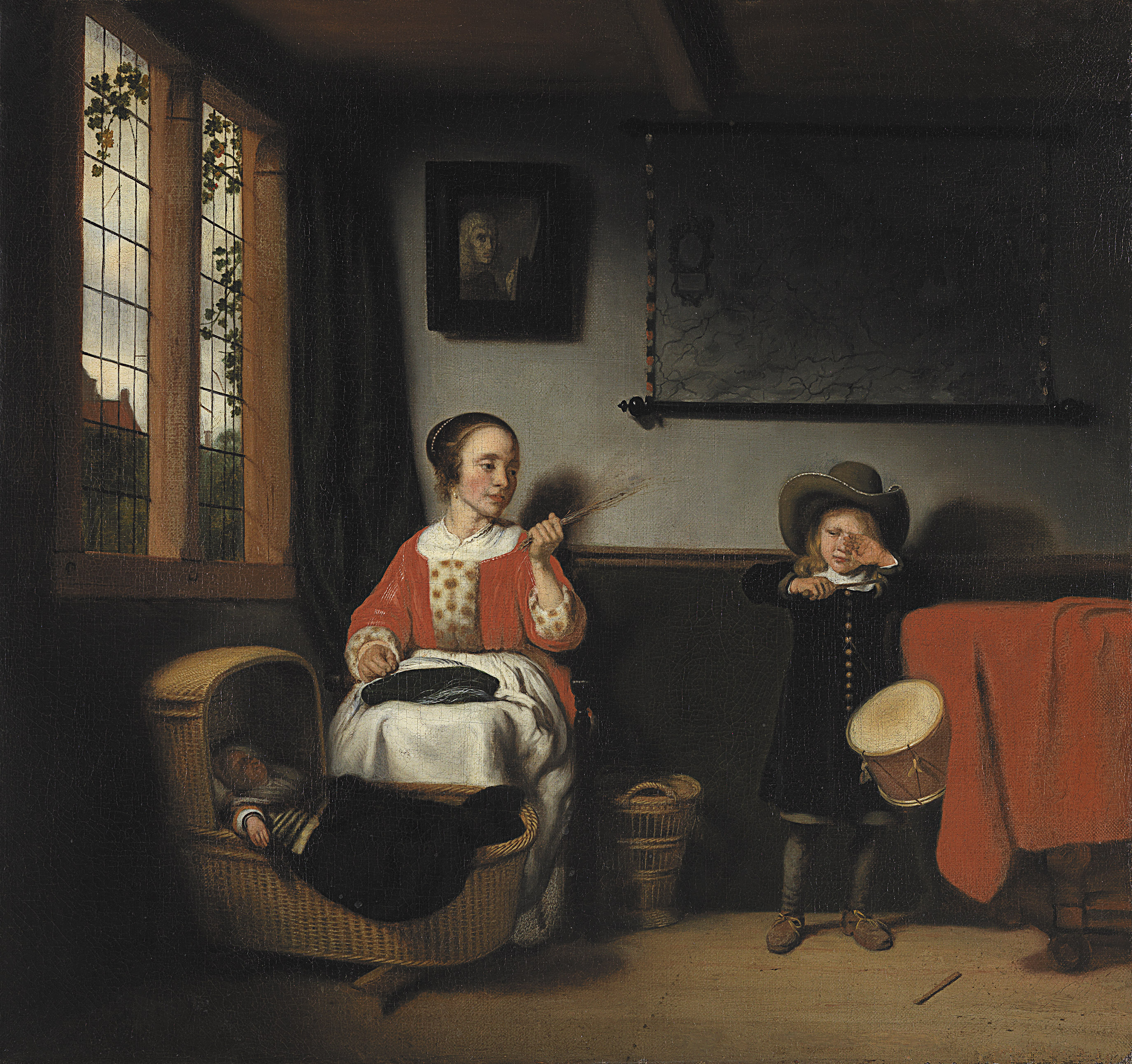
Nicolaes Maes: Der unartige Trommler
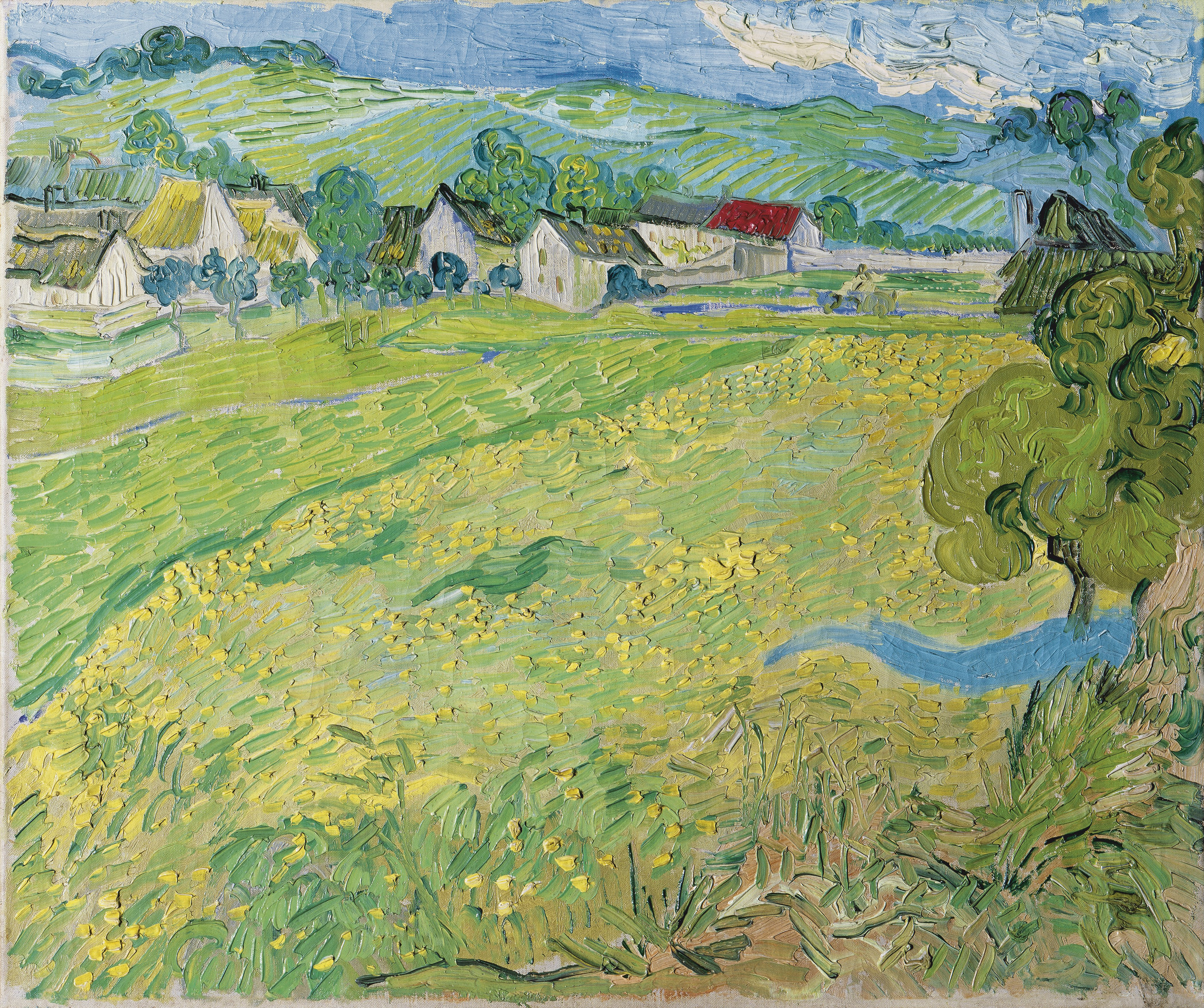
Vincent Van Gogh: Les Vessenots, Auvers
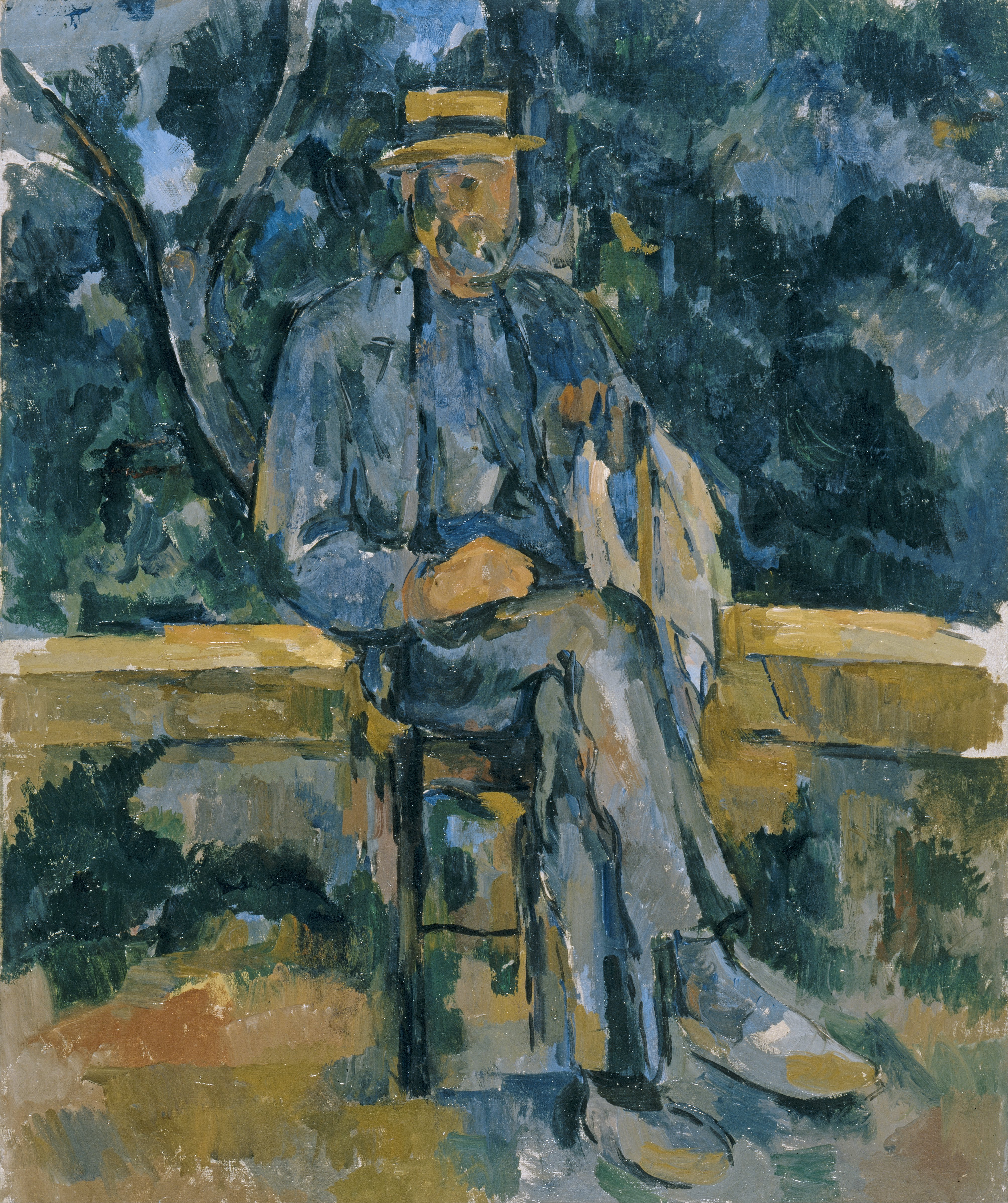
Paul Cézanne: Portrait du paysan
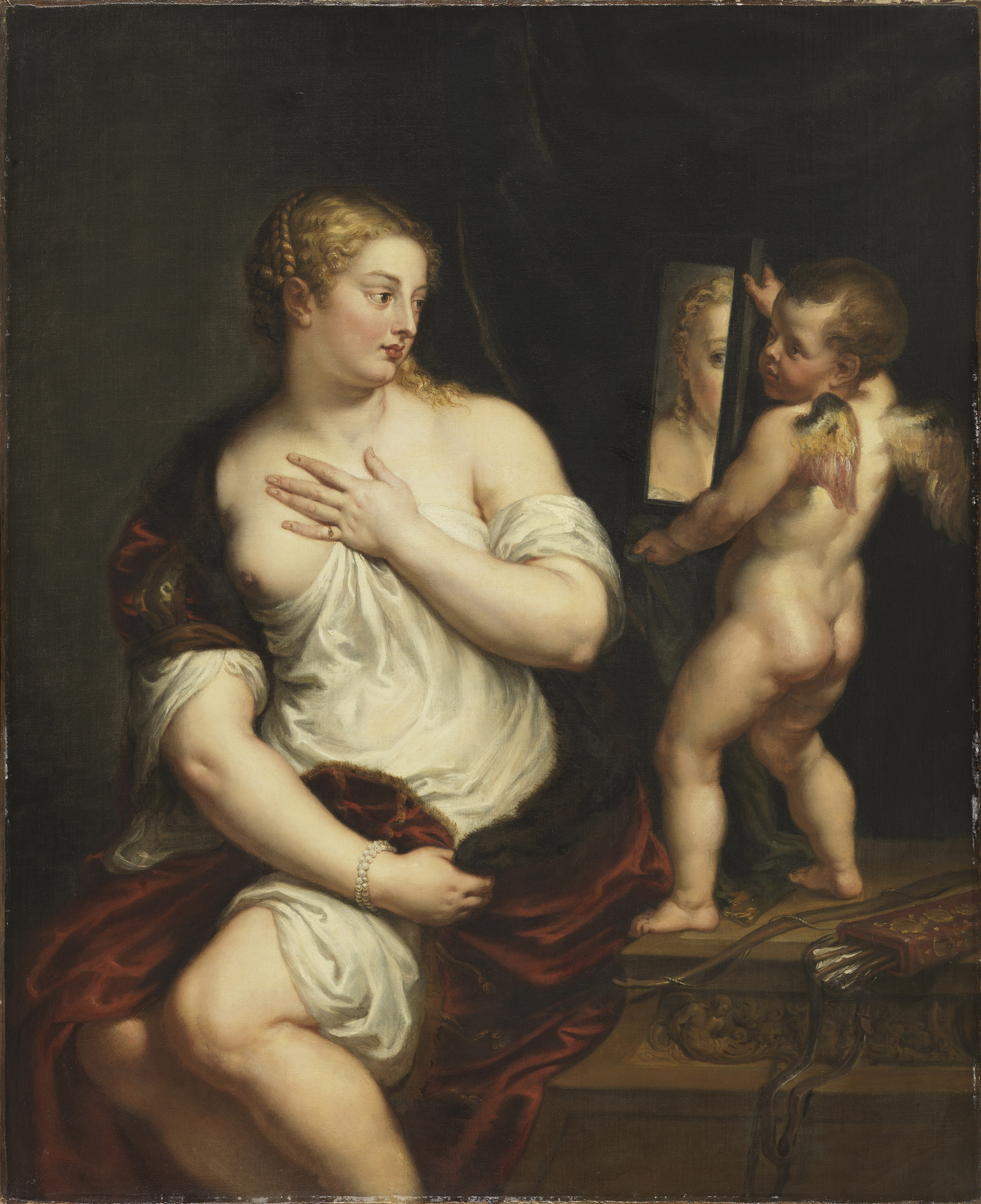
Peter Paul Rubens: Venus und Cupido mit einem Spiegel
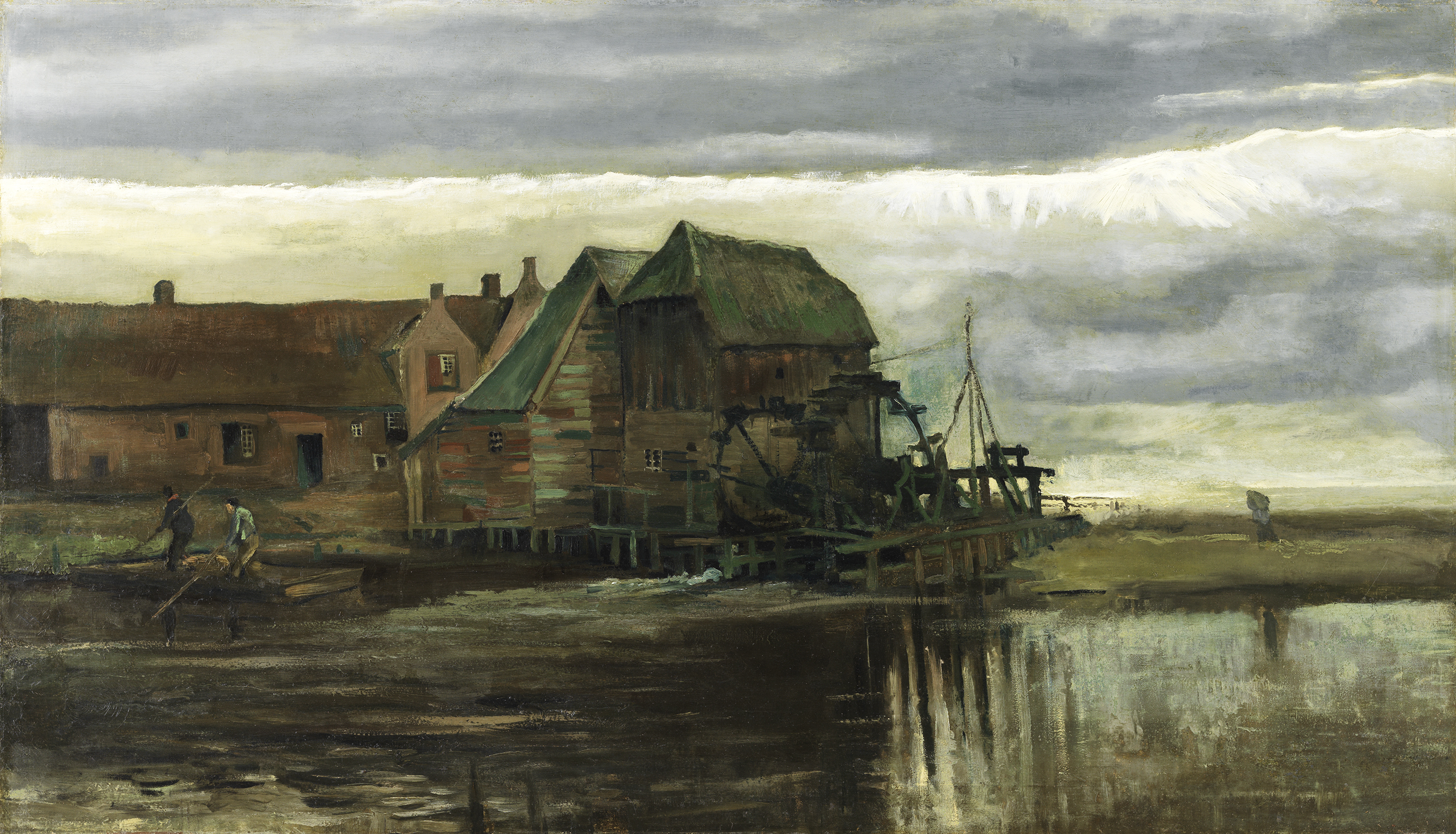
Vincent van Gogh: Wassermühle von Gennep (Collection Carmen Thyssen-Bornemisza)
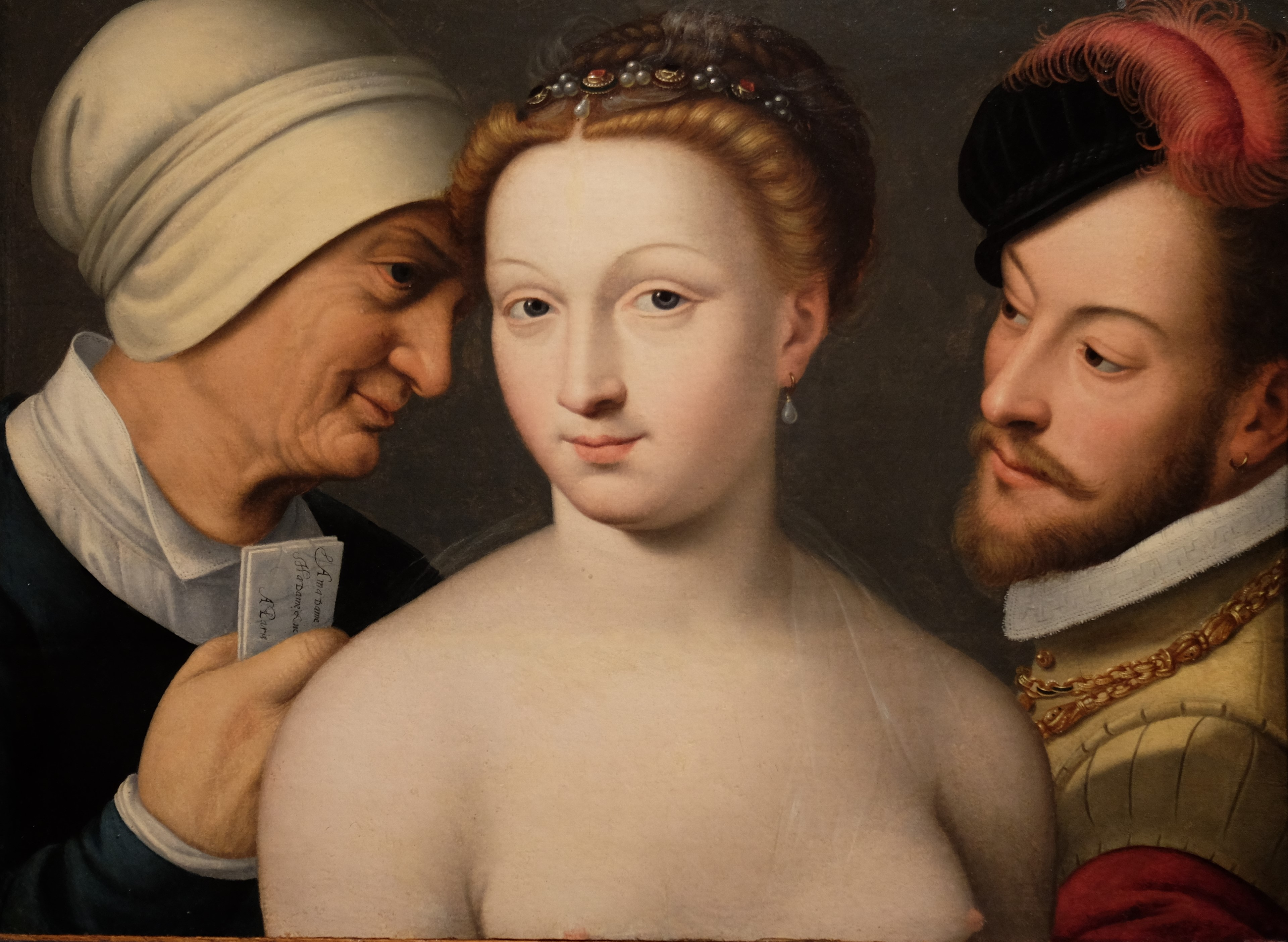
François Clouet: La carta amorosa
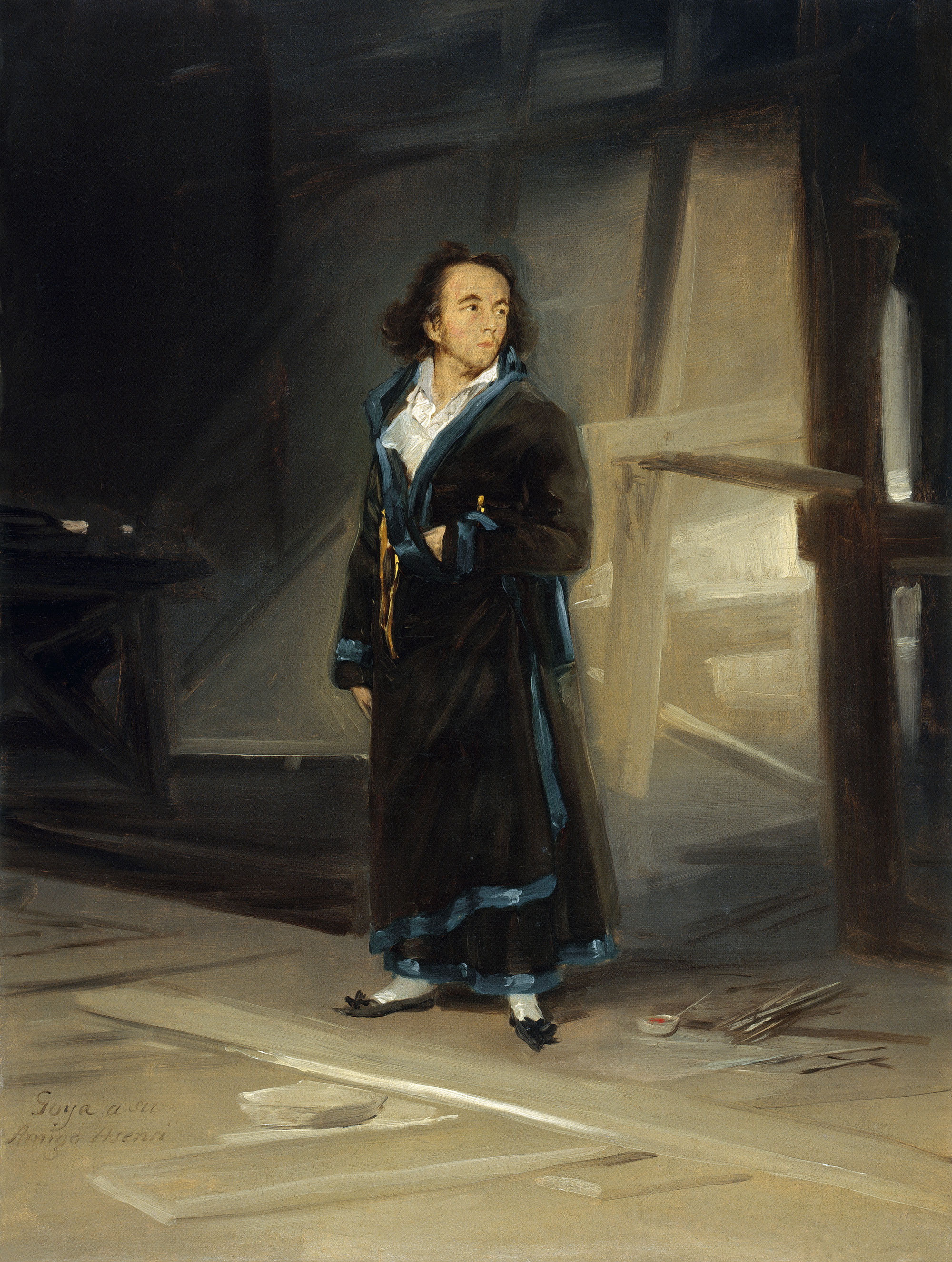
Francisco de Goya: Asensio Julià
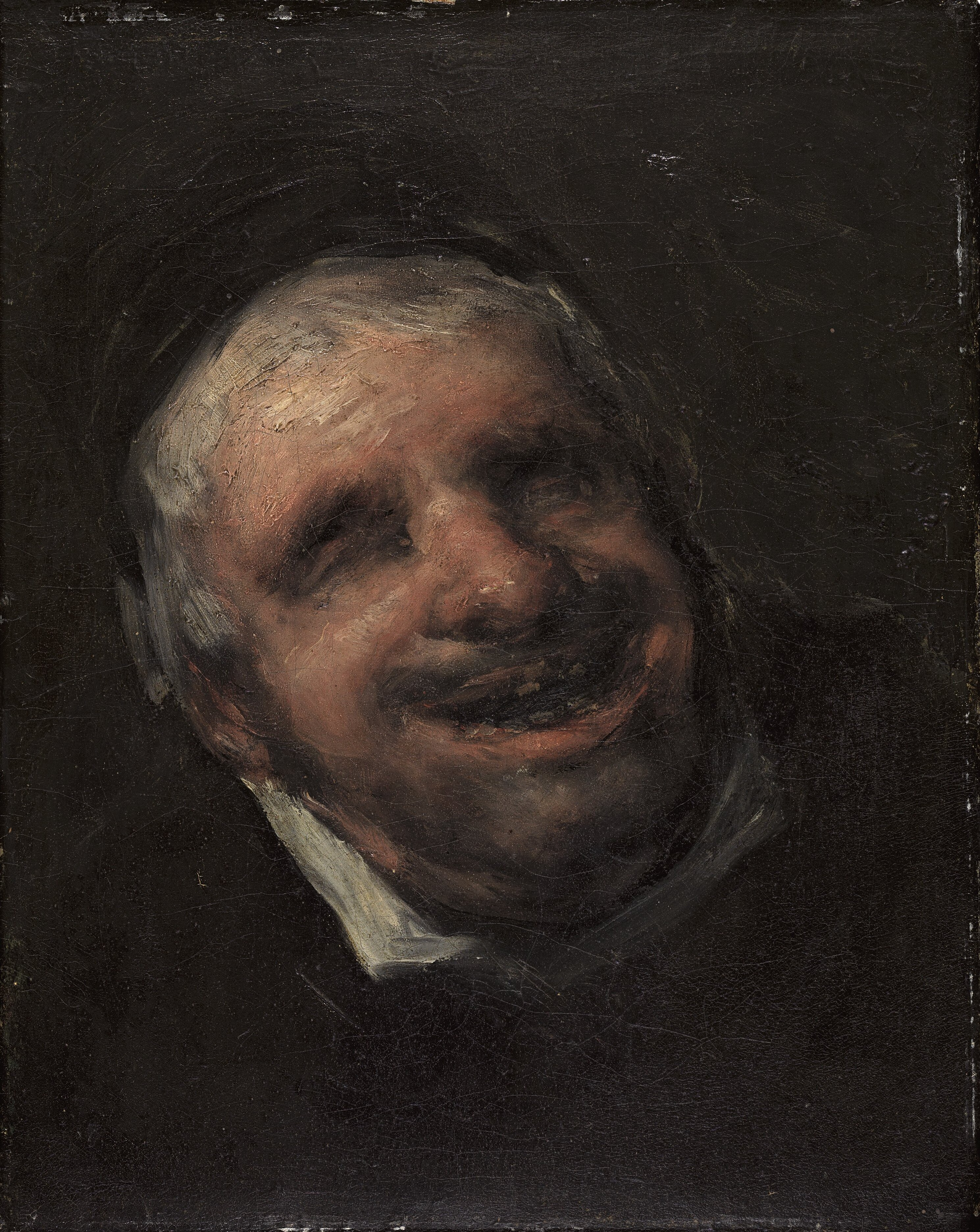
Francisco de Goya: El Tío Paquete

## Wechselausstellungen
Das Museum ist fortlaufend Schauplatz verschiedener Ausstellungen, so zum Beispiel
- 2016: Wyeth: Andrew and Jamie in the Studio; vorher im Denver Art Museum.